# Унанян, Наири Грачаевич
Наири́ Грача́евич Унаня́н (арм. Նաիրի Հրաչիկի Հունանյան) (род. 8 декабря 1965 года в Ереване) — армянский журналист, бывший член АРФД Дашнакцутюн, в 1999 году бывший во главе отряда боевиков, устроивших теракт в армянском парламенте, что привело к гибели премьер-министра Армении Вазгена Саркисяна, спикера парламента Карена Демирчяна и ряда других ведущих политиков.

## Биография
- Окончил филологический факультет Ереванского государственного университета.
- Начиная с 1988 года, был активным участником национально-освободительного движения и одним из основателей Союза армянских студентов.
- Некоторое время состоял в партии Дашнакцутюн, работая в ее информационном центре. Однако, пытаясь торговать информацией с Турцией в самый разгар Первой карабахской войны, был исключён в 1994 году.
- Является одним из создателей скаутского движения в Армении.
- Основал и был главой информационного агентства «Горизонт». По воспоминаниям Гранта Маркаряна, через созданное им информагентство, Унанян планировал передавать сведения, полученные за счёт партии «Дашнакцутюн», своим партнёрам в Турции.
- В 1995—1997 жил в Евпатории с матерью и братьями Арменом (1969 г. р.) и Кареном (1974 г. р.)
- В 1997 году возвратился в Армению. После возвращения не имел определённых занятий. Согласно сообщениям, его младший брат тоже был среди террористов.

## Теракт в армянском парламенте
27 октября 1999 года в результате стрельбы в здании парламента Армении погибло восемь человек, в том числе премьер-министр Вазген Саркисян и спикер Карен Демирчян. Решение ереванский суд принял спустя пять лет после трагедии в парламенте. К пожизненному заключению приговорены Наири Унанян, его брат Карен Унанян, Эдуард Григорян, Врам Галстян, Дереник Беджанян и Ашот Князян. Ещё один подсудимый — Гамлет Степанян приговорён к 14 годам лишения свободы.
Судья Самвел Узунян заявил, что смертной казни преступники избежали лишь в связи с обязательствами Армении перед Советом Европы. Однако в заключительном слове подсудимые не раскаялись, заявив, что своей акцией хотели вынудить премьер-министра уйти в отставку и таким образом спасти страну от развала.